# Morocco Tennis Tour Rabat 2012
Il Morocco Tennis Tour Rabat 2012 è stato un torneo professionistico di tennis maschile giocato sulla terra rossa. È stata la 6ª edizione del torneo che fa parte dell'ATP Challenger Tour nell'ambito dell'ATP Challenger Tour 2012. Si è giocato a Rabat in Marocco dal 12 al 18 marzo 2012.

## Partecipanti

### Teste di serie
| Nazionalità | Giocatore             | Ranking* | Testa di serie |
| ----------- | --------------------- | -------- | -------------- |
| Italia      | Filippo Volandri      | 69       | 1              |
| Spagna      | Pere Riba             | 89       | 2              |
| Romania     | Adrian Ungur          | 98       | 3              |
| Spagna      | Daniel Gimeno Traver  | 101      | 4              |
| Austria     | Andreas Haider-Maurer | 111      | 5              |
| Slovacchia  | Martin Kližan         | 118      | 6              |
| Francia     | Stéphane Robert       | 122      | 7              |
| Italia      | Alessandro Giannessi  | 136      | 8              |

- Ranking al 5 marzo 2012.

### Altri partecipanti
Giocatori che hanno ricevuto una wild card:
- Yassine Idmbarek
- Lamine Ouahab
- Younes Rachidi
- Mehdi Ziadi

Giocatori entrati nel tabellone principale come alternate:
- Íñigo Cervantes

Giocatori passati dalle qualificazioni:
- Alberto Brizzi
- Alessio Di Mauro
- Bastian Knittel
- Janez Semrajč
- Victor Crivoi (lucky loser)
- Guillermo Olaso (lucky loser)

## Campioni

### Singolare
- Martin Kližan ha battuto in finale  Filippo Volandri con il punteggio di 6–2, 6–3

### Doppio
- Íñigo Cervantes /  Federico Delbonis hanno battuto in finale  Martin Kližan /  Stéphane Robert con il punteggio di 6(3)–7, 6–3, [10-5]